# Ismet Toto
Ismet Toto (ur. 1908 w Progonacie, zm. 12 lipca 1937 w Gjirokastrze) – albański urzędnik, publicysta, tłumacz, wydawca i prozaik. Wraz z Vangjelem Koçą i Brankiem Merxhanim utworzył koncepcję nurtu neoalbanizmu, którego celem była westernizacja Albanii.
Używał pseudonimów Borealis, Arbërori, Spero oraz Tomorri.

## Życiorys
Uczył się w Delvinie i Tiranie, następnie studiował statystykę na Uniwersytecie Rzymskim. Pracował następnie jako urzędnik oraz udzielał się w czasopismach Arbënia, Illyria, Minerva i Ora.
Po opublikowaniu biografii prezydenta Turcji Mustafy Kemala Atatürka, albański król Zog I wystosował do Toty prośbę o opracowanie biografii dotyczącej jego osoby, jednak ten nie się nie zgodził. W 1937 roku wziął udział w antyzogistowskim powstaniu w Delvinie, za co został aresztowany i powieszony dnia 12 lipca tegoż roku w więzieniu w Gjirokastrze.

## Twórczość[2][3]
- Grindje me klerin (1934)[4]
- Gazi - Kemal Ataturku (1935)[1]
- Heronjt' e mendimit: Platoni (1936)

## Wybrane publikacje[2]
- Agonia e ideologjisë së vjetër
- Melodia e kukuvajkave
- Mistika e re
- Organizma qeveritare dhe buka
- Plagët e bujkut
- Shigjeta në erë
- Shteti dhe shtypi
- Të heshtim?

## Życie prywatne
Syn Rizy i Hilviji; miał brata Selaudina.
Jego najstarszą wnuczką jest Nevila Nika.